# 781 Kartvelia
781 Kartvelia è un asteroide della fascia principale del diametro medio di circa 66,02 km. Scoperto nel 1914, presenta un'orbita caratterizzata da un semiasse maggiore pari a 3,2220052 UA e da un'eccentricità di 0,1106271, inclinata di 19,17011° rispetto all'eclittica.
Il suo nome fa riferimento al popolo dei Georgiani, chiamati Kartvelebi nella loro lingua.